# Darracq
Darracq war ein französischer Markenname für Fahrzeuge. Er wurde 1896 von Alexandre Darracq eingeführt und danach von mehreren Unternehmen genutzt.

## Markengeschichte
Alexandre Darracq hatte im Oktober 1896 die Société Gladiator an ein britisches Konsortium verkauft. Noch vor der Gründung eines neuen Unternehmens stellte er im Dezember 1896 Automobile auf einer Automobilausstellung aus. Sie trugen den Namen Darracq.

### A. Darracq et Cie.

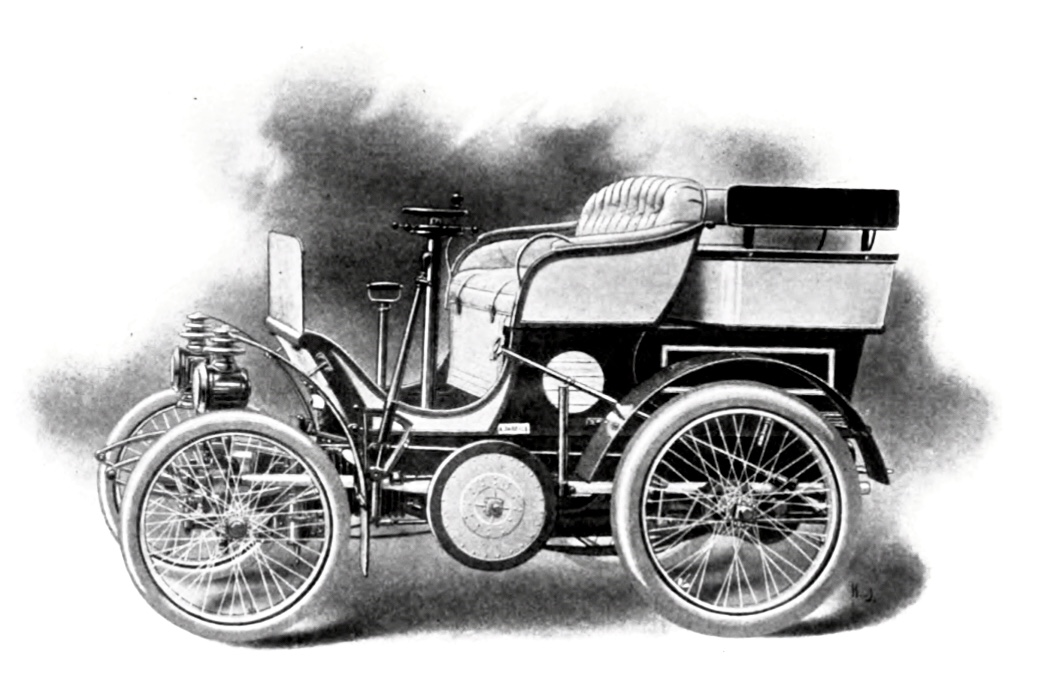
Darracq-Bollée Duc-Tonneau

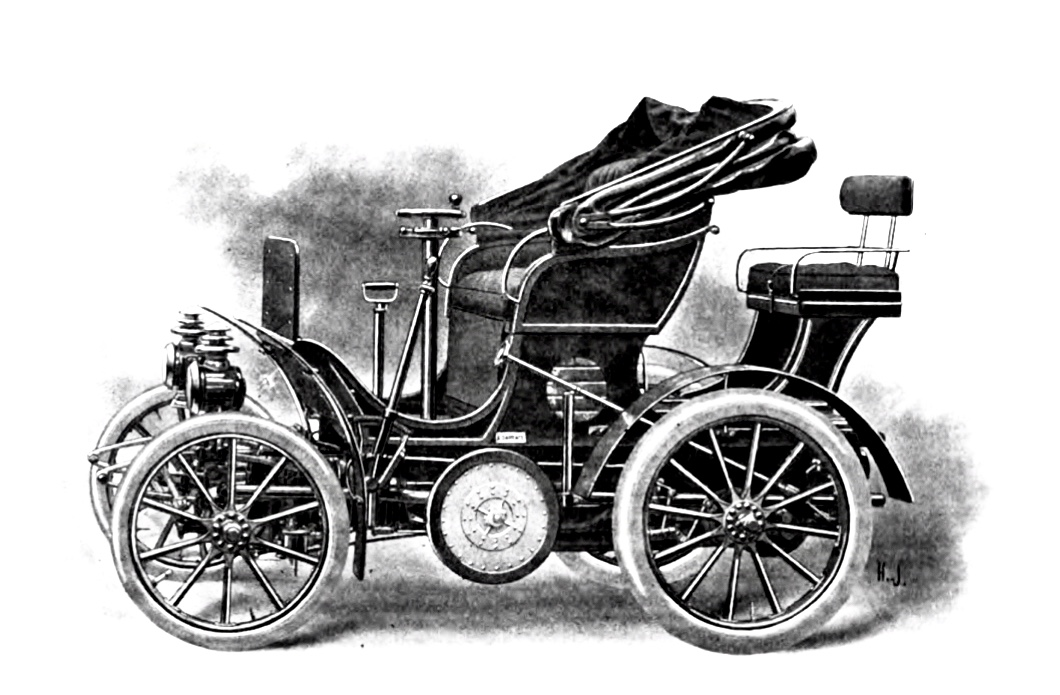
Darracq-Bollée Motor Carriage

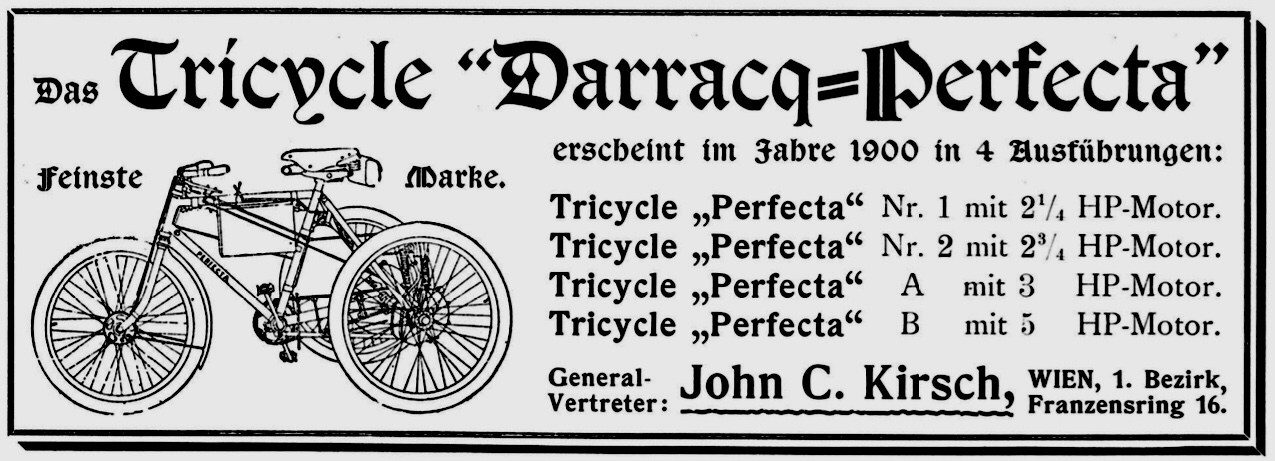
Darracq Perfecta Typen 1,2,A und B

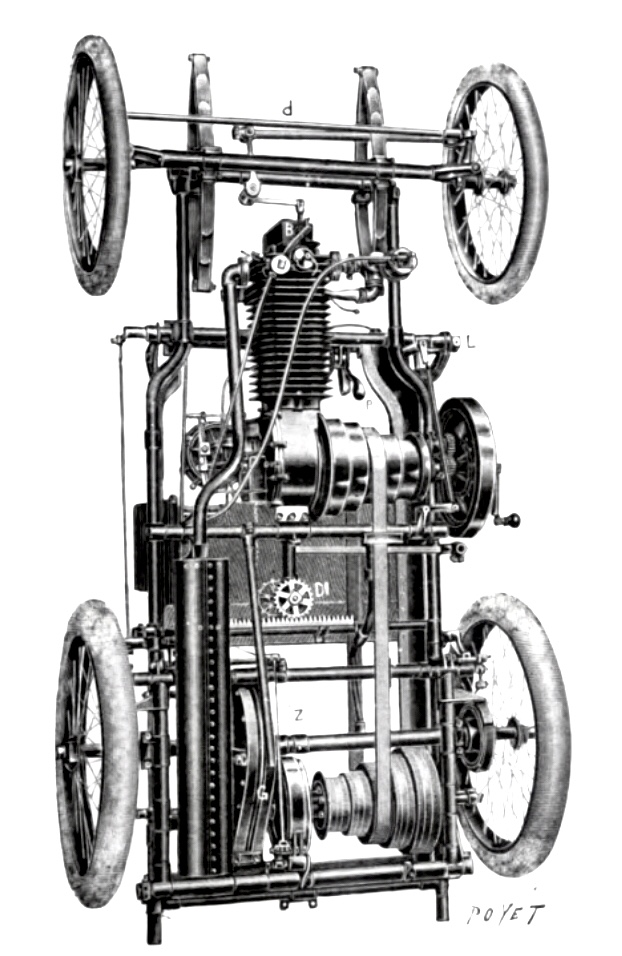
Darracq-Bollée Chassis

Im Februar 1897 gründete er das eigene Unternehmen A. Darracq et Cie. in Suresnes. Er ließ eine neue Fabrik namens Perfecta Works errichten. Ab 1898 entstanden Fahrradteile, Motorräder, Motordreiräder und Quadricycles. Es gibt Hinweise darauf, dass einige dieser Fahrzeuge als Perfecta vermarktet wurden. 1898 wurde eine Lizenz von Automobiles Léon Bollée für vierrädrige Automobile erworben. Der Motor leistete 5 HP bei 800/min. Das Fahrzeug hatte ein Gewicht von etwa 500 kg. Ende 1900 erschien ein neues Modell, das ein großer Erfolg wurde. 1901 entstanden 1200 Fahrzeuge.
Ab 1902 fertigte Opel einige Modelle in Lizenz.
Anfang 1903 kaufte eine Gruppe englischer Finanzleute um W. B. Avery, J. S. Smith-Winby und A. Rawlinson das Unternehmen und erhöhte das Kapital. 1904 wurden 1600 Fahrzeuge gefertigt, 1905 2000 Fahrzeuge und 1906 2200 Fahrzeuge.
1905 expandierte Darracq nach England und gründete dort die A. Darracq Company. 1906 wurde Darracq Italiana als Zweigstelle in Italien gegründet.

### A. Darracq & Compagnie (1905) Limited

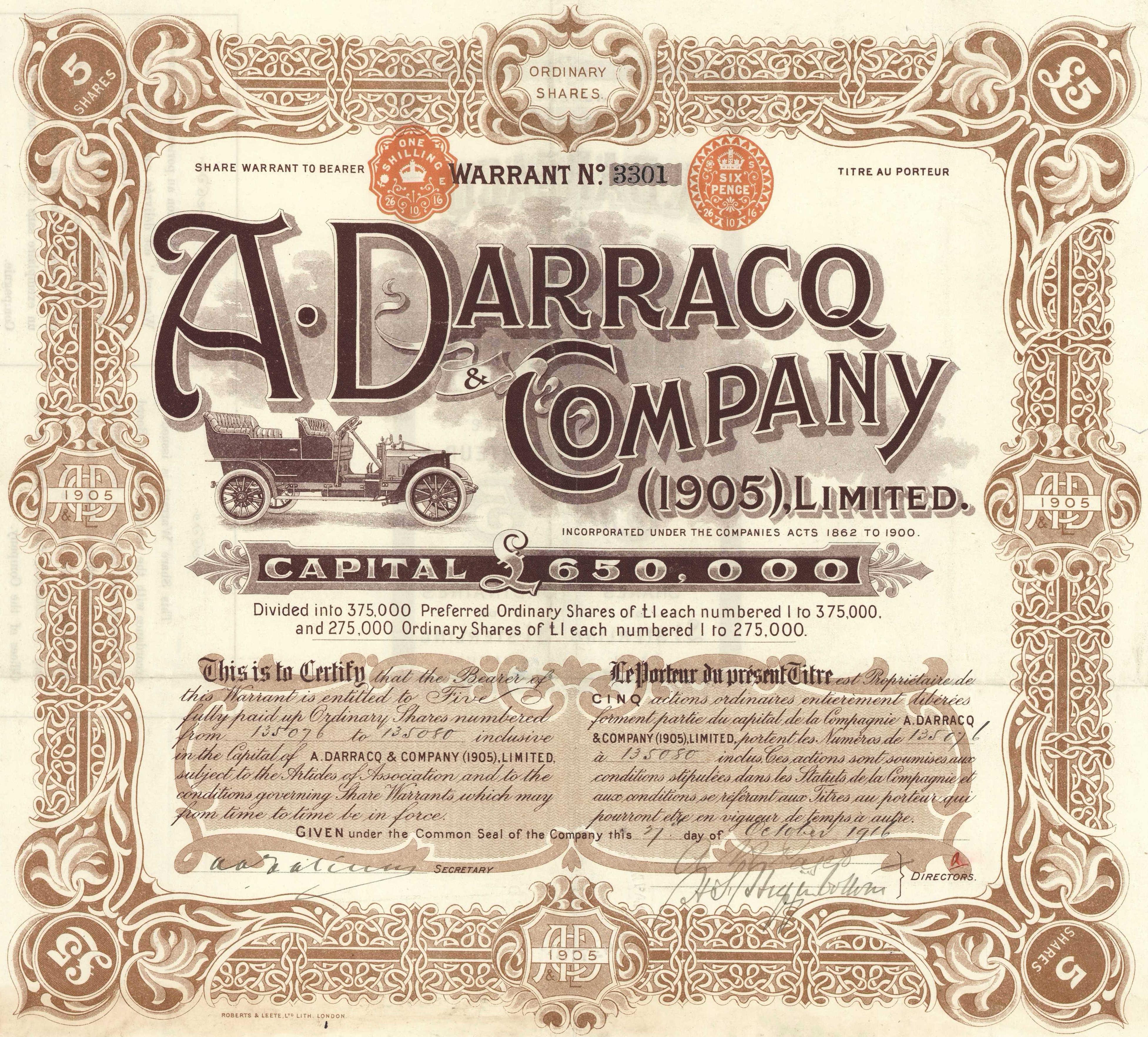
Aktie des Unternehmens

Ende 1905 kam es zur Umfirmierung in A. Darracq & Compagnie (1905) Limited. Das Gründen einer Aktiengesellschaft nach britischem Recht war damals einfacher als nach französischem Recht.
1906 gründeten Darracq und Léon Serpollet Gardner-Serpollet für die Produktion von Nutzfahrzeugen.

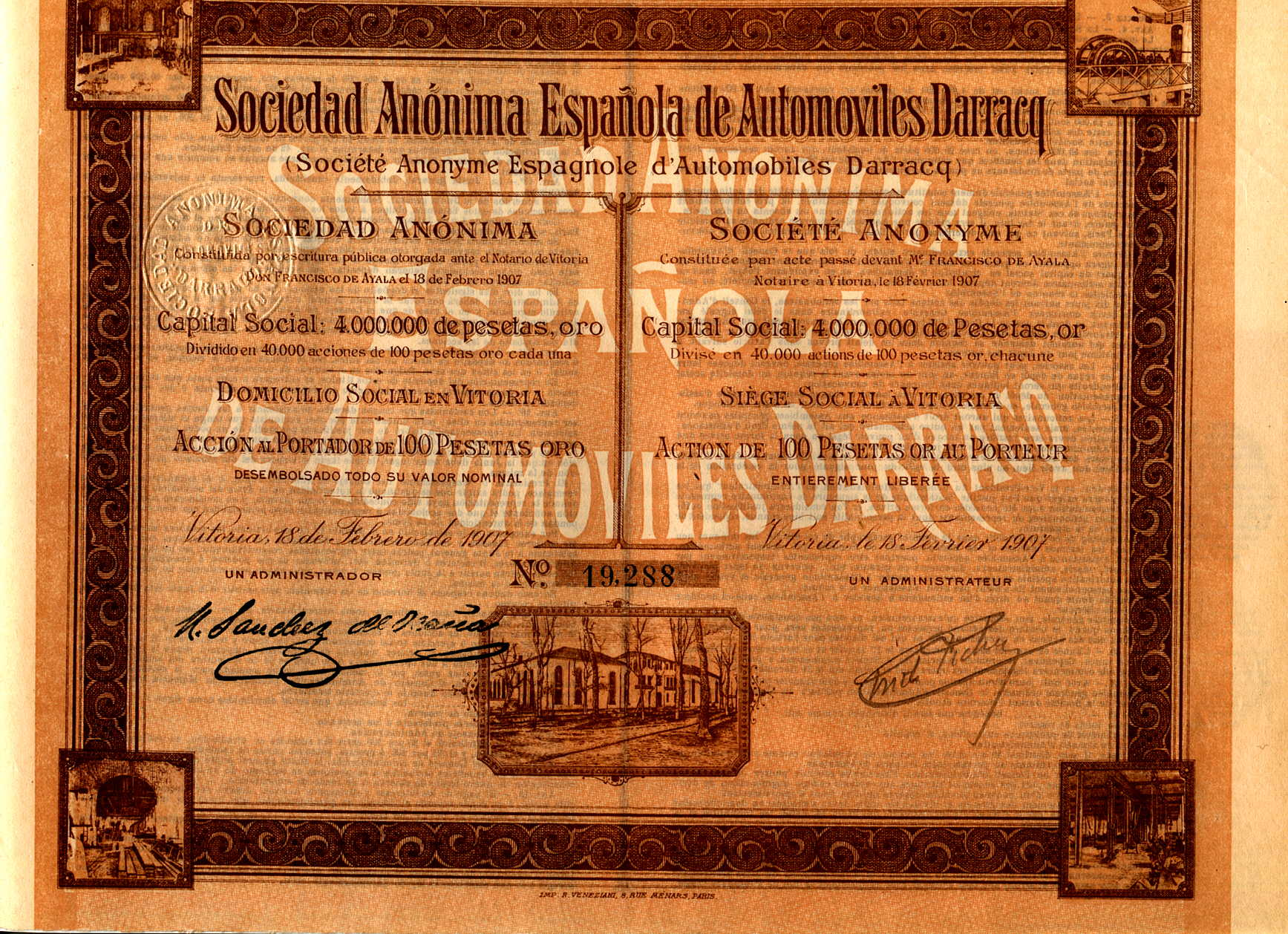
Aktie von Darracq Spanien

1907 gründete Darracq die Sociedad Anónima Española de Automoviles Darracq in Spanien. Eine Produktion ist nicht bekannt.
1911 begann unter Leitung von Paul Ribeyrolles die Entwicklung von Schiebermotoren, die viel Geld kostete, aber wenig Ertrag einbrachte.
Im Juni 1912 verkaufte Alexandre Darracq das Unternehmen. Owen Clegg wurde neuer Geschäftsführer.
1913 wurden 3500 Autos hergestellt. Damit lag die Marke hinter Renault mit 5000 Fahrzeugen und Peugeot mit 4704 Fahrzeugen auf Rang drei der französischen Automobilhersteller. Es folgten Berliet mit 3000, De Dion-Bouton mit 2800, Panhard & Levassor mit 2100, Unic mit 1657, Chenard & Walcker, Clément-Bayard, Delahaye und Delaunay-Belleville mit jeweils 1500 und Delage mit 1300 Fahrzeugen.
1914 entstanden 3800 Fahrzeuge.
Während des Ersten Weltkriegs produzierten die Darracq-Werke verschiedene kriegswichtige Güter. Dazu gehörten Flugzeuge von Breguet und Sopwith.
1919 übernahm Darracq die englische Firma Clement Talbot. Die Modelle wurden daraufhin als Talbot-Darracq vermarktet.

### Automobiles Talbot
1920 wurde das Unternehmen umorganisiert und Teil von S. T. D. Motors. Der französische Teil des Konzerns firmierte als Automobiles Talbot. Der Markenname lautete Talbot. Lediglich im Vereinigten Königreich wurden die Fahrzeuge weiterhin als Darracq angeboten, um Verwechslungen mit den britischen Talbot von Clement Talbot zu vermeiden. Dies galt bis 1939.

## Fahrzeuge

### Pkw
Ende 1896 wurde das Coupé électrique auf dem Pariser Salon du Cycle vorgestellt. Das Fahrzeug war als Taxi konzipiert, bei dem der Fahrersitz erhöht und hinter der Fahrgastkabine angebracht war. Das Fulmen-Akkumulatorpaket für den Elektroantrieb wog 400 kg, das Fahrzeuggesamtgewicht betrug 1200 kg. Die Höchstgeschwindigkeit war mit 20 km/h angegeben. Bei durchschnittlich 15 km/h wurde eine Reichweite von 60 km erreicht.
Die Motordreiräder und Quadricycles hatten einen De-Dion-Bouton-Einzylindermotor mit 1,75 PS Leistung. Zwischen 1898 und 1901 fertigte Darracq Voiturettes nach einer Lizenz von Léon Bollée, die laut einer Quelle wenig erfolgreich waren.
Ein von Ribeyrolles entworfener Kleinwagen kam Ende 1900 auf den Markt. Er hatte einen vorn eingebauten Einzylindermotor mit 6,5 PS Leistung, ein Dreiganggetriebe und Kardanantrieb. Im ersten Jahr wurden 60 Stück verkauft und im Folgejahr über 1000. Eine Quelle nennt 800 cm³ Hubraum. Insgesamt entstanden 1200 Fahrzeuge dieses Type C.
Anfang 1902 folgte der stärkere Type F mit 9 PS.
1903 ergänzten Modelle mit Zwei- und Vierzylindermotoren das Sortiment. Genannt werden das Einzylindermodell Type L mit 8 PS, die Zweizylindermodelle Type K mit 9 PS und Type H mit 12 PS sowie die Vierzylindermodelle Type J mit 20 PS und Type JJ mit 24 PS.
Für 1904 sind zwei neue Vierzylindermodelle mit 15 PS und 24 PS überliefert. Der 15-PS-Wagen wurde „Flying Fifteen“ genannt und hatte 3 Liter Hubraum.
1905 hatte das größte Modell einen Vierzylindermotor mit 5,9 Liter Hubraum und 28 PS. Außerdem erschien ein neues Einzylindermodell mit 8 PS und ein Vierzylindermodell mit 20/28 PS.
1906 bestand das Sortiment aus Type R mit Zweizylindermotor und 10 PS, Type S mit Vierzylindermotor und 20 PS, Type T mit Vierzylindermotor und 40 PS und Type U mit Sechszylindermotor.
Für 1907 sind ein neues Einzylindermodell mit 5/7 PS (7/9 PS) mit 1039 cm³ mit 105 mm Bohrung und 120 mm Hub, drei weitere kleine Wagen, einer mit Zweizylindermotor mit 1526 cm³ mit 90 mm Bohrung bei 120 mm Hub und 8/10 CV, ein weiterer Einzylindermotor mit 1280 cm³ mit 112 mm Bohrung und 130 mm Hub als 8/10 CV, ein Vierzylinder mit 3053 cm³ mit 90 mm Bohrung und 120 mm Hub als 16/18 CV, ein weiterer Vierzylinder mit 4728 cm³ mit 112 mm Bohrung und 120 mm Hub als 20/28 CV und der Type VV mit zwei Sechszylindermotoren, einer mit 7093 cm³ Hubraum mit 112 mm Bohrung und 120 mm Hub als 40/50 PS bekannt und ein kleiner mit 5654 cm³ mit 100 mm Bohrung und 120 mm Hub als 30/40 CV.
1908 wurde nur ein weiteres Sechszylindermodell mit 25/30 PS eingeführt.
1909 erschien ein neues Vierzylindermodell mit 10 PS. Der 14/16 mit Vierzylindermotor mit 2270 cm³ mit einer Bohrung von 85 mm und einem Hub von 100 mm leistete 19 PS bei 1500/min. Der Verbrauch war mit 10 Liter auf 100 km angegeben.
1910 kamen zwei neue Zweizylindermodelle 14/16 PS und 20 PS auf den Markt.
1911 wurden das Einzylindermodell 8/10 PS und das Zweizylindermodell 10/12 PS eingestellt. Neu waren zwei Vierzylindermodelle mit 8 PS und 12 PS. Außerdem gab es Type D11 als Vierzylindermodell mit 20 PS und Type H11 als Sechszylindermodell mit 30 PS.
1912 bestand nahezu das gesamte Sortiment aus Modellen mit Schiebermotoren. Sie hatten weniger Leistung als vergleichbare Modelle mit gewöhnlichen Motoren und bewährten sich nicht. Genannt werden die Vierzylindermodelle 16 CV und 20 CV. Clegg entwarf daraufhin einen neuen Vierzylinder-Monoblockmotor mit 2950 cm³ Hubraum mit 85 mm Bohrung und 130 mm Hub und 16 Cheval fiscal, der im Aufbau jenem Motor mit 12 Steuer-PS ähnelte, der er vorher für Rover entwickelt hatte. Außerdem erschien ein kleinerer 12-CV-Wagen mit 2100 cm³ Hubraum.
Während des Ersten Weltkriegs wurden Modelle mit 4 Liter Hubraum für das Militär gefertigt.

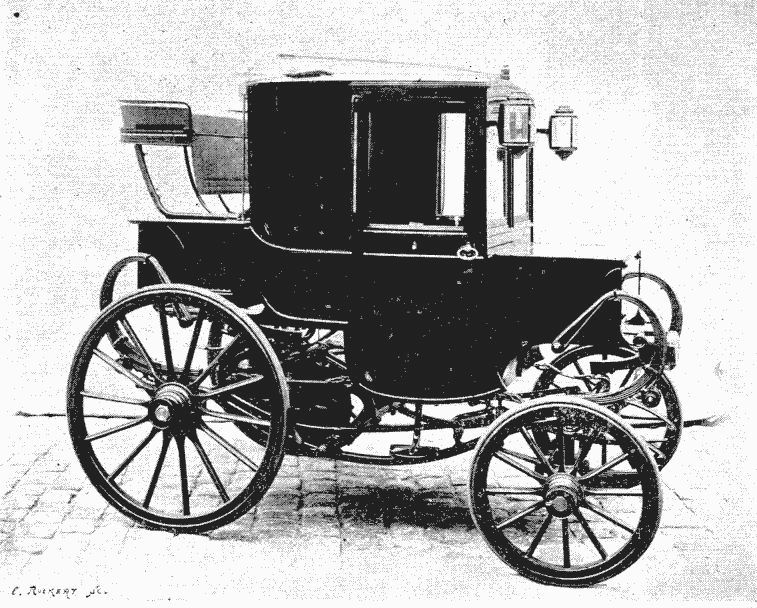
Darracq Coupé électrique (1896)
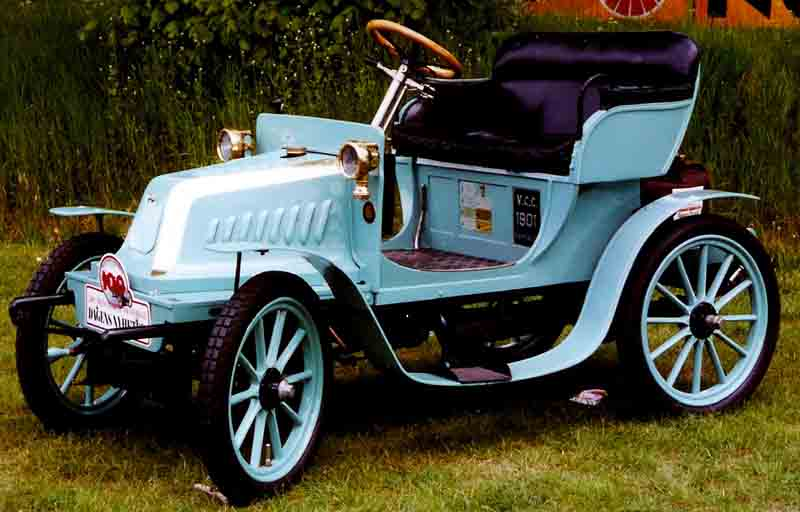
Darracq 6,5 CV (1901)
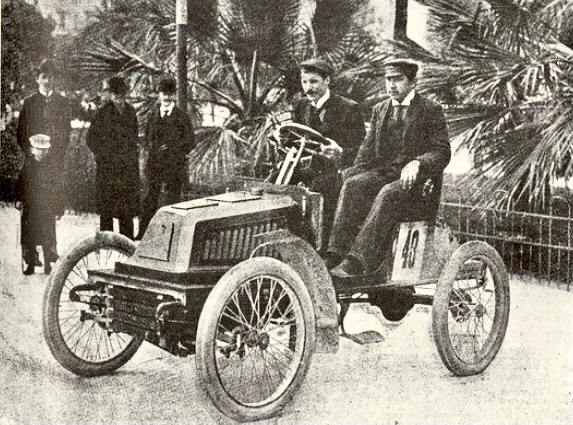
Darracq 1901 beim Rennen in Nizza
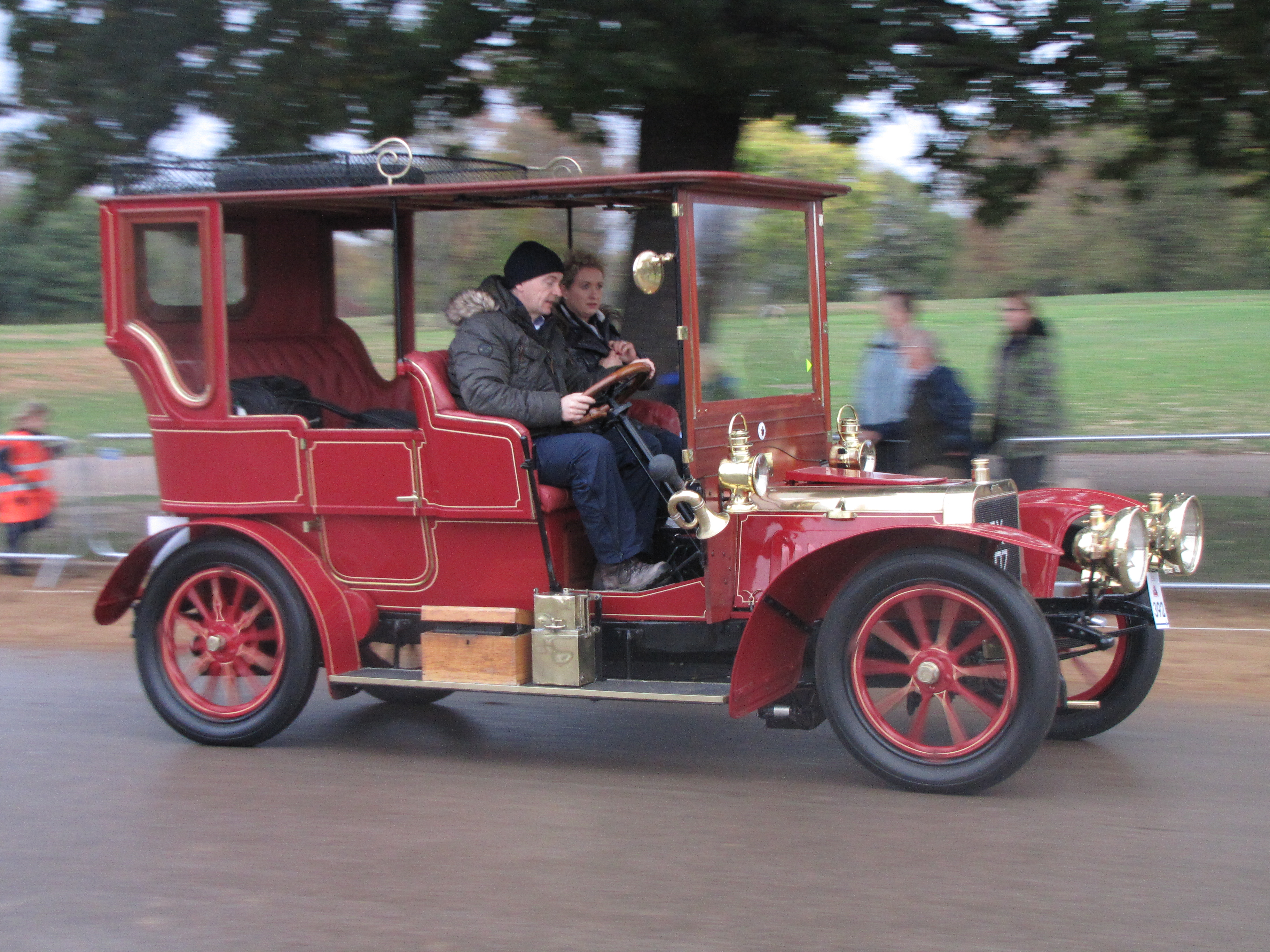
Darracq 15 CV (1904)
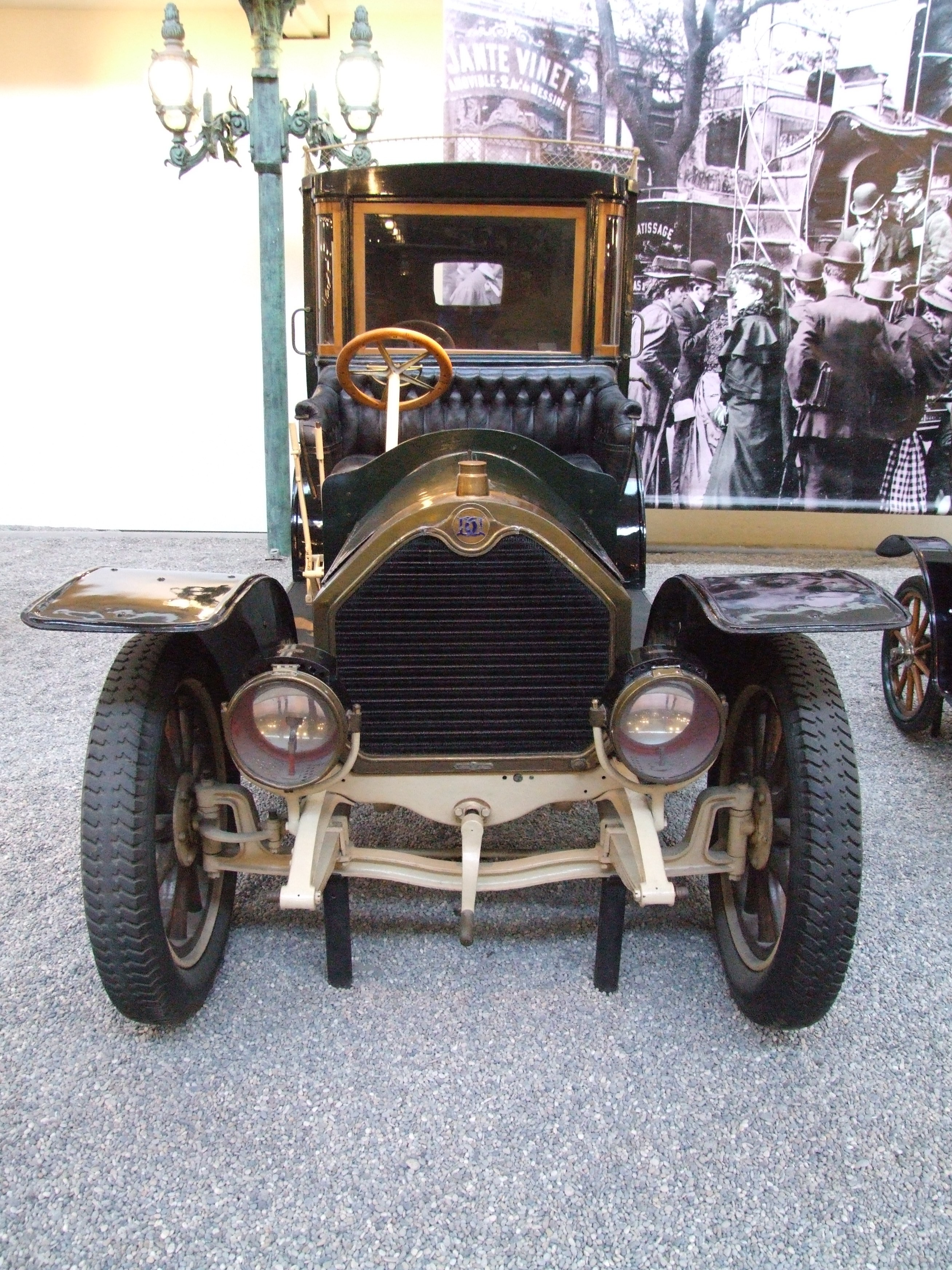
Darracq SS 20/28 CV Coupé-Chauffeur in der Cité de l’Automobile (1907)
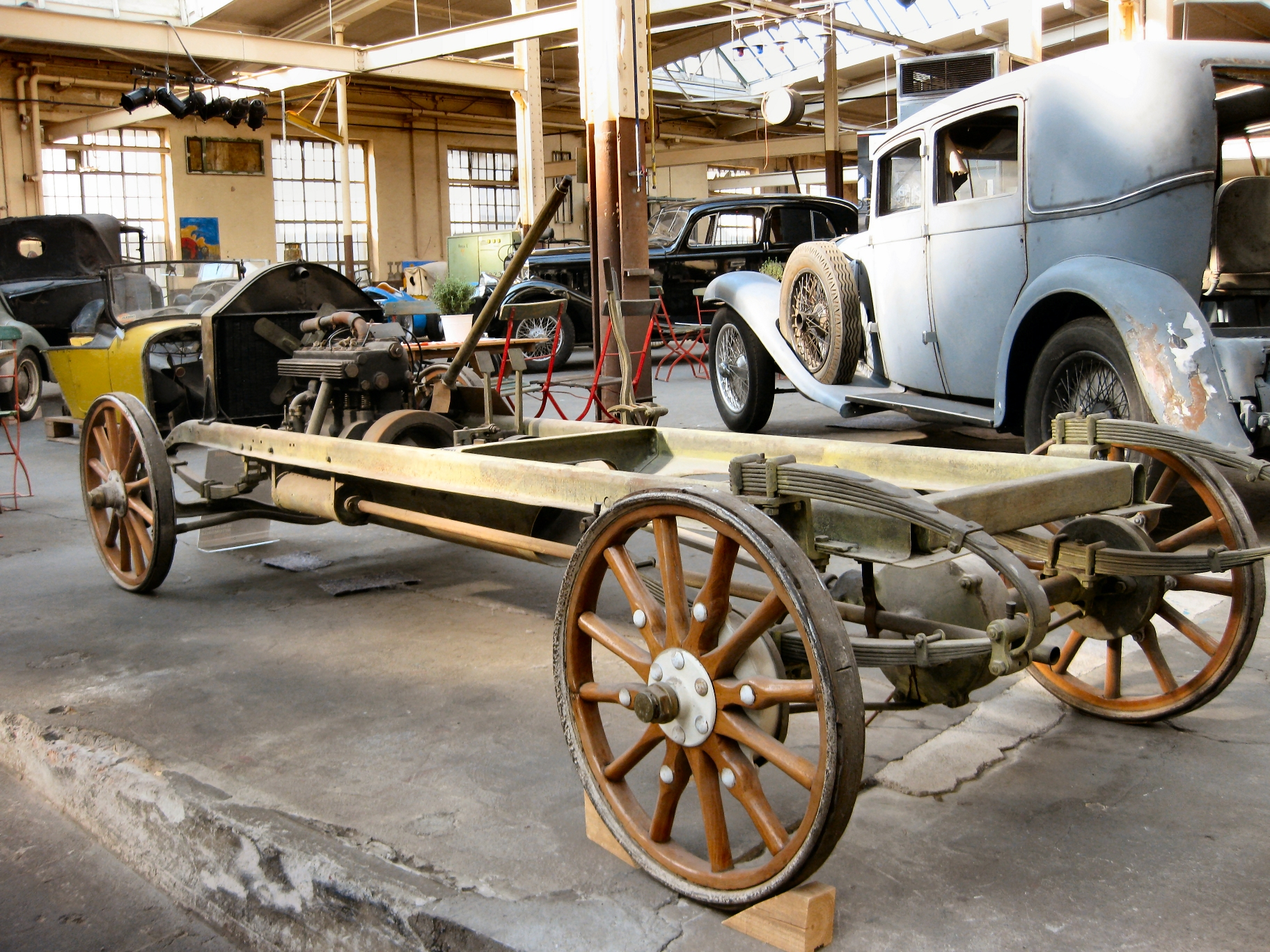
Fahrgestell aus der Sammlung Schlumpf (1908)
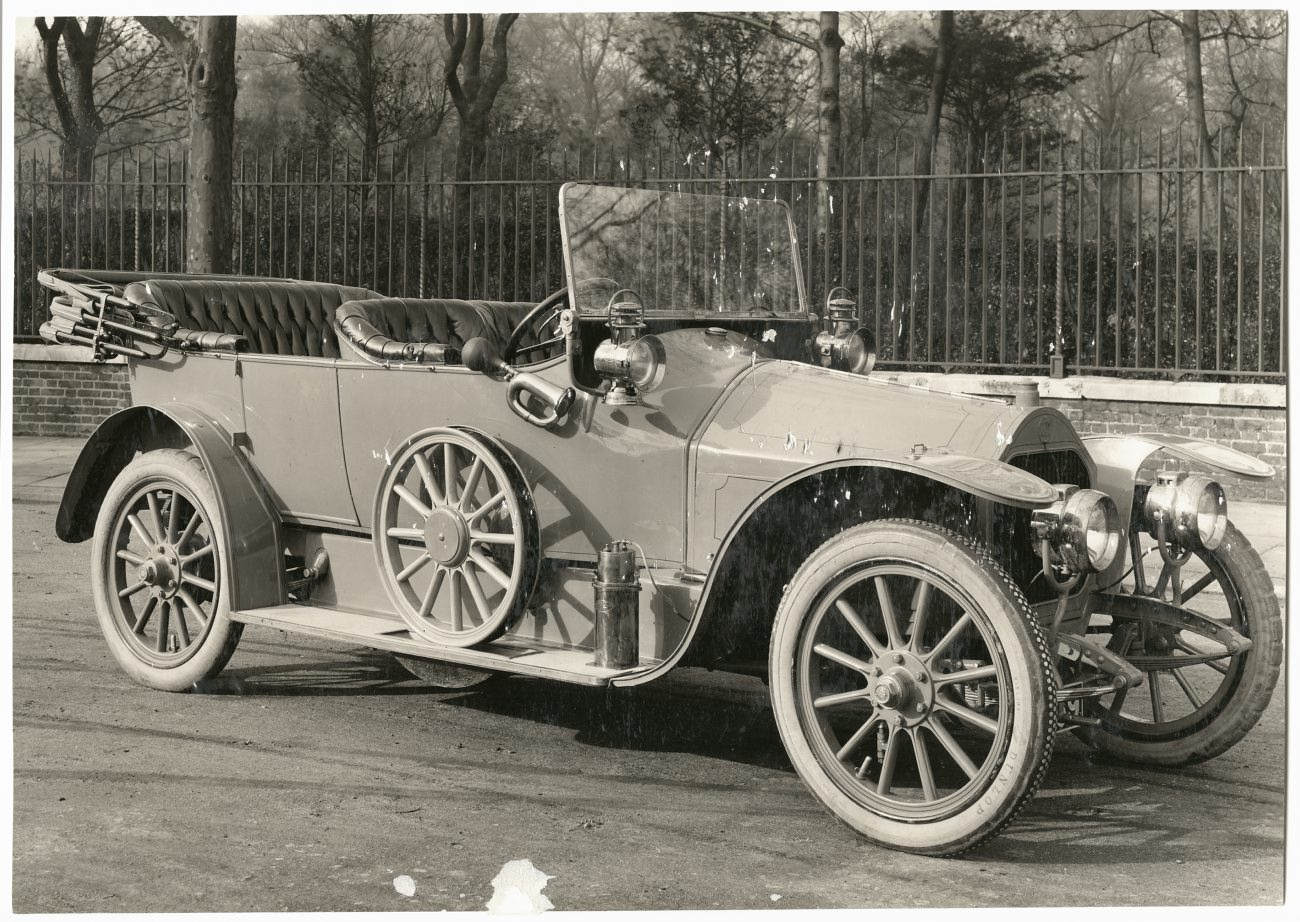
Darracq 16 CV mit Schiebermotor (1912)
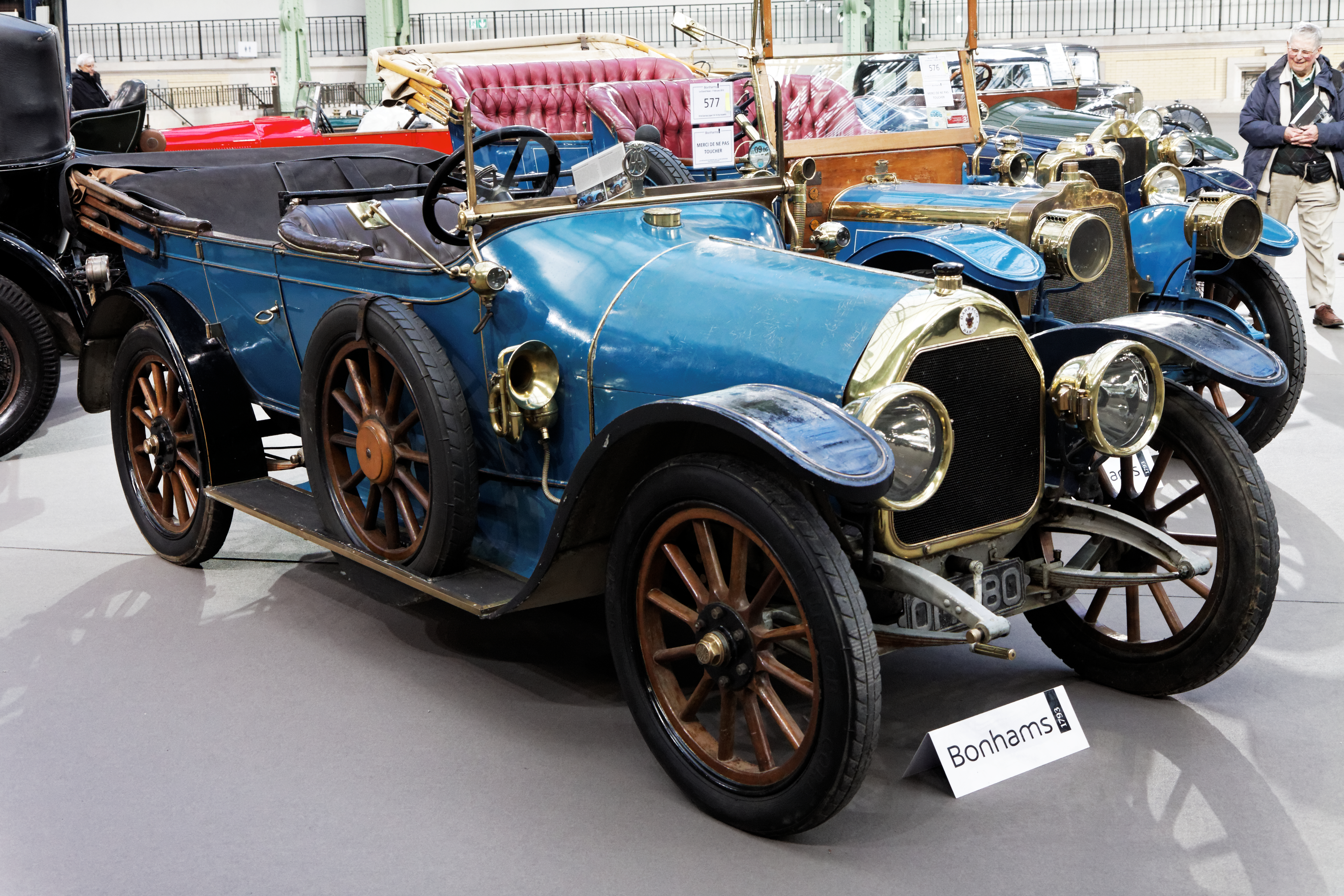
Darracq 16 CV (1914)
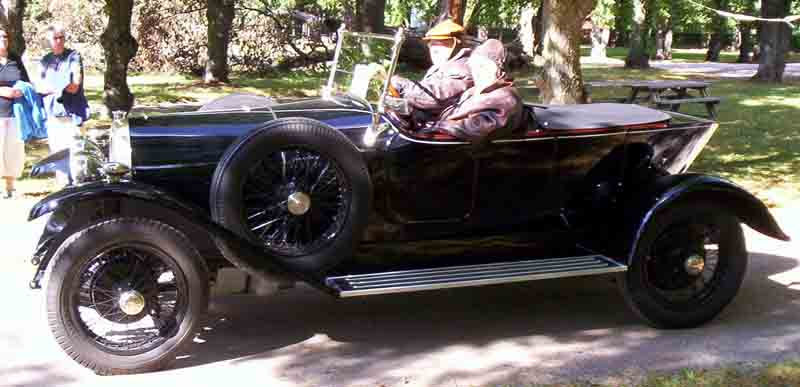
Darracq (1924)

- 10 HP, Vierzylinder 2297 cm³ Hubraum, 75 mm Bohrung, 130 mm Hub, Vierganggetriebe
- 20 HP, Achtzylinder 4594 cm³ Hubraum, 75 mm Bohrung, 130 mm Hub, Vierganggetriebe[19]

### Nutzfahrzeuge
Zwischen 1903 und 1904 fertigte Darracq den Train Renard für Charles Renard. 1905 entstanden einige Lieferwagen und kleine Lastkraftwagen auf Pkw-Basis. Ein Omnibus mit 50 PS Leistung und Kardanantrieb wurde 1910 entworfen und in Paris getestet, ging aber nicht in Serienproduktion. 1912 wurden Lkw mit 3 Tonnen Nutzlast mit einem Vierzylindermotor und 3,6 Liter Hubraum angekündigt, die ebenfalls Prototypen blieben. Auf Basis des 16 CV von 1912 entstanden dann einige Lieferwagen.
Herr Charley, der in Paris Fahrzeuge von Mercedes vertrieb, bestellte Ende 1906 mehrere tausend Taxis bei Darracq, um sie in größeren Städten in Europa und den USA zu verkaufen. Daraufhin orderte Darracq am 8. Januar 1907 4000 Fahrzeugrahmen bei Arbel und begann mit der Fertigung. Die Fahrzeuge hatten einen Vierzylindermotor mit 18 PS. Die Verkäufe blieben hinter den Erwartungen zurück. Der Markt für Taxis wurde in Europa von Renault und Unic mit kleineren Fahrzeugen wie dem Renault Type AG angeführt. New York City mit 600 Darracq-Taxis war ein guter Markt. Der Auftrag an Arbel wurde auf 1500 Fahrzeugrahmen reduziert. Das dürfte die Anzahl Taxis sein, die bei Darracq entstanden.

## Motorsport
Das Unternehmen begann, an Autorennen teilzunehmen, da auf diese Weise eine große Öffentlichkeitswirkung erzielt werden konnte. Paul Baras stellte 1904 mit einem Darracq in Belgien einen neuen Landgeschwindigkeitsrekord auf. Am 30. Dezember 1905 erreichte Victor Hémery mit seinem 200 in Arles eine Geschwindigkeit von 175,44 km/h. Darracq-Automobile gewannen 1905 und 1906 den Vanderbilt Cup auf Long Island sowie das Rennen von Kuba in Havanna.

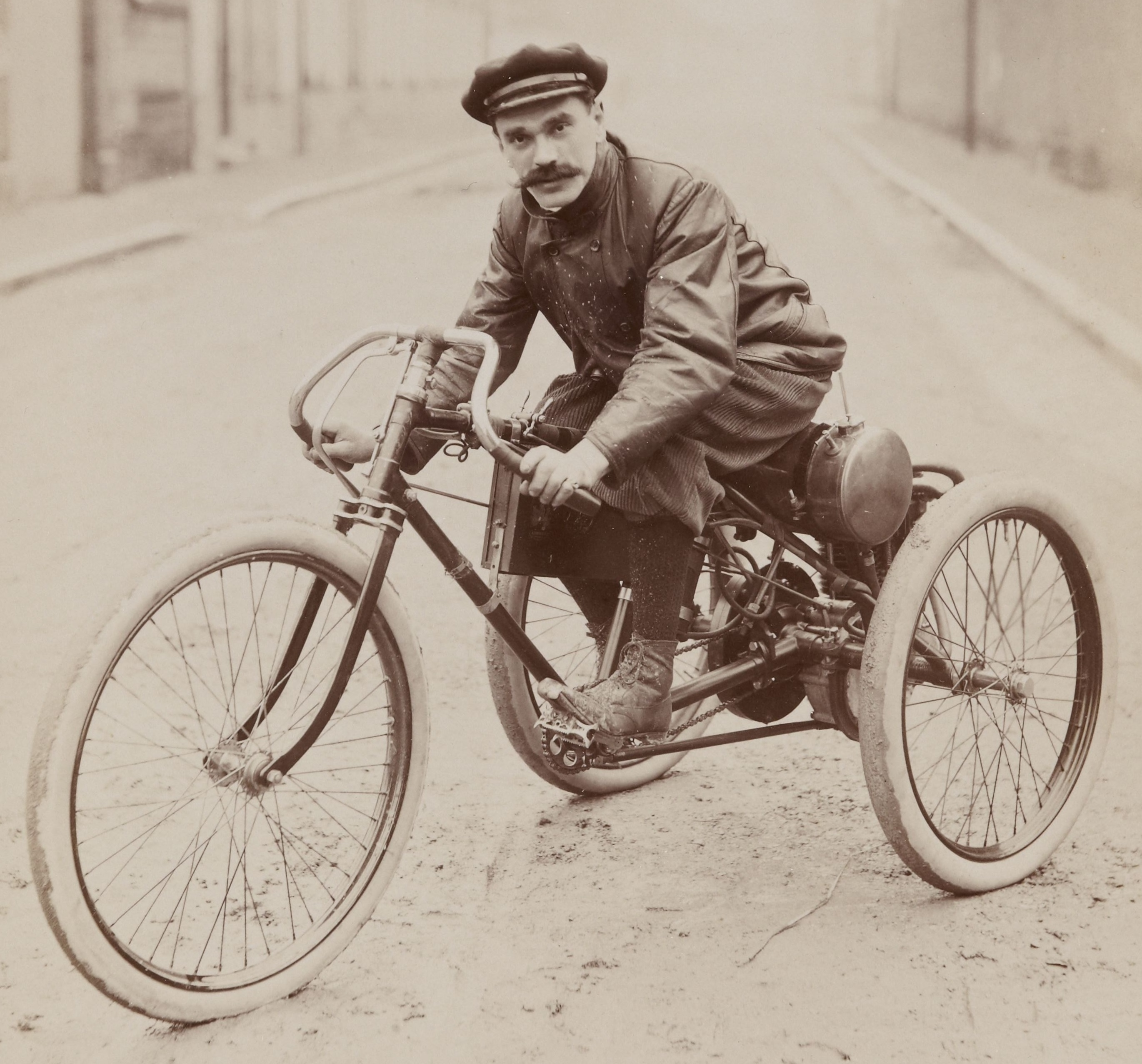
Henri Béconnais auf Tricycle Perfecta mit Soncin-Einzylindermotor (1899).
Paul Baras auf einem Darracq bei der Ardennenfahrt 1903
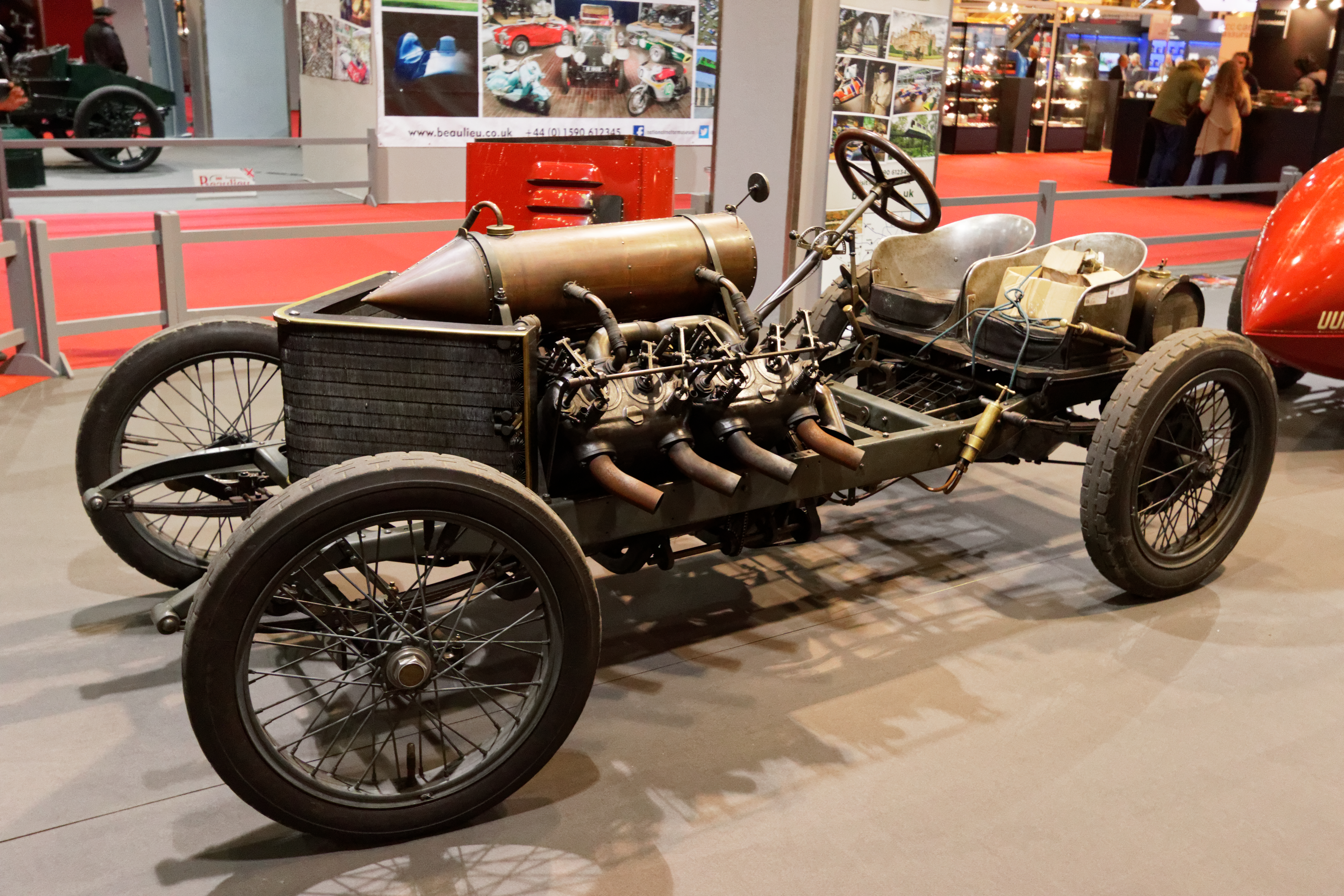
Darracq 200 (1905)

## Film
1953 handelte der von dem Regisseur Henry Cornelius gedrehte Film Die feurige Isabella (Originaltitel Genevieve) in der Hauptsache von einem Darracq 12 CV von 1904. Der äußerst erfolgreiche Film begründete in der Folgezeit ein hohes Interesse an der Restauration alter Autos. Bei der Restaurierung des Fahrzeugs wurde ein für dieses Modell nicht korrekter Kühler des größeren 15 CV verwendet.

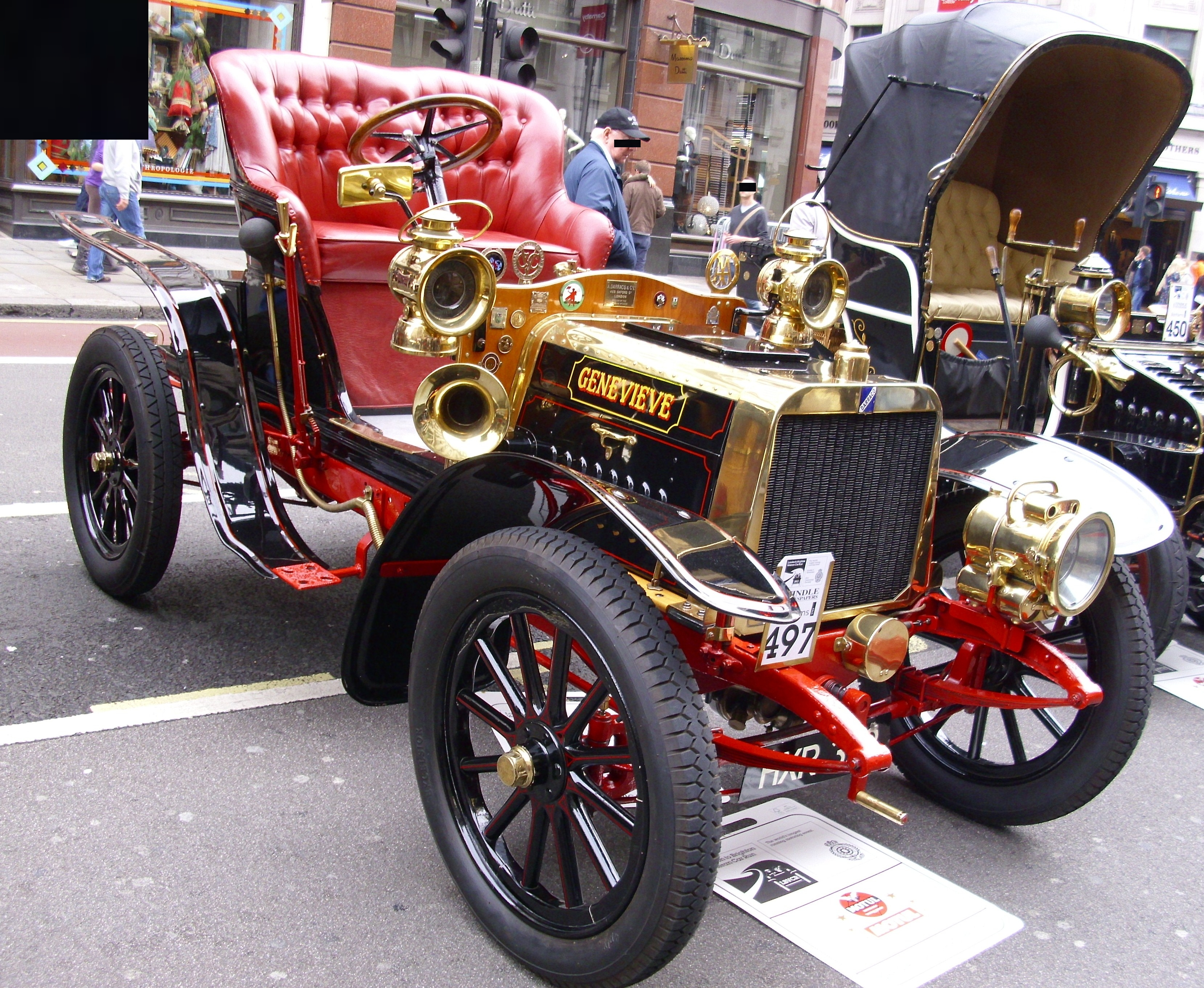
Das Originalfahrzeug aus dem Film
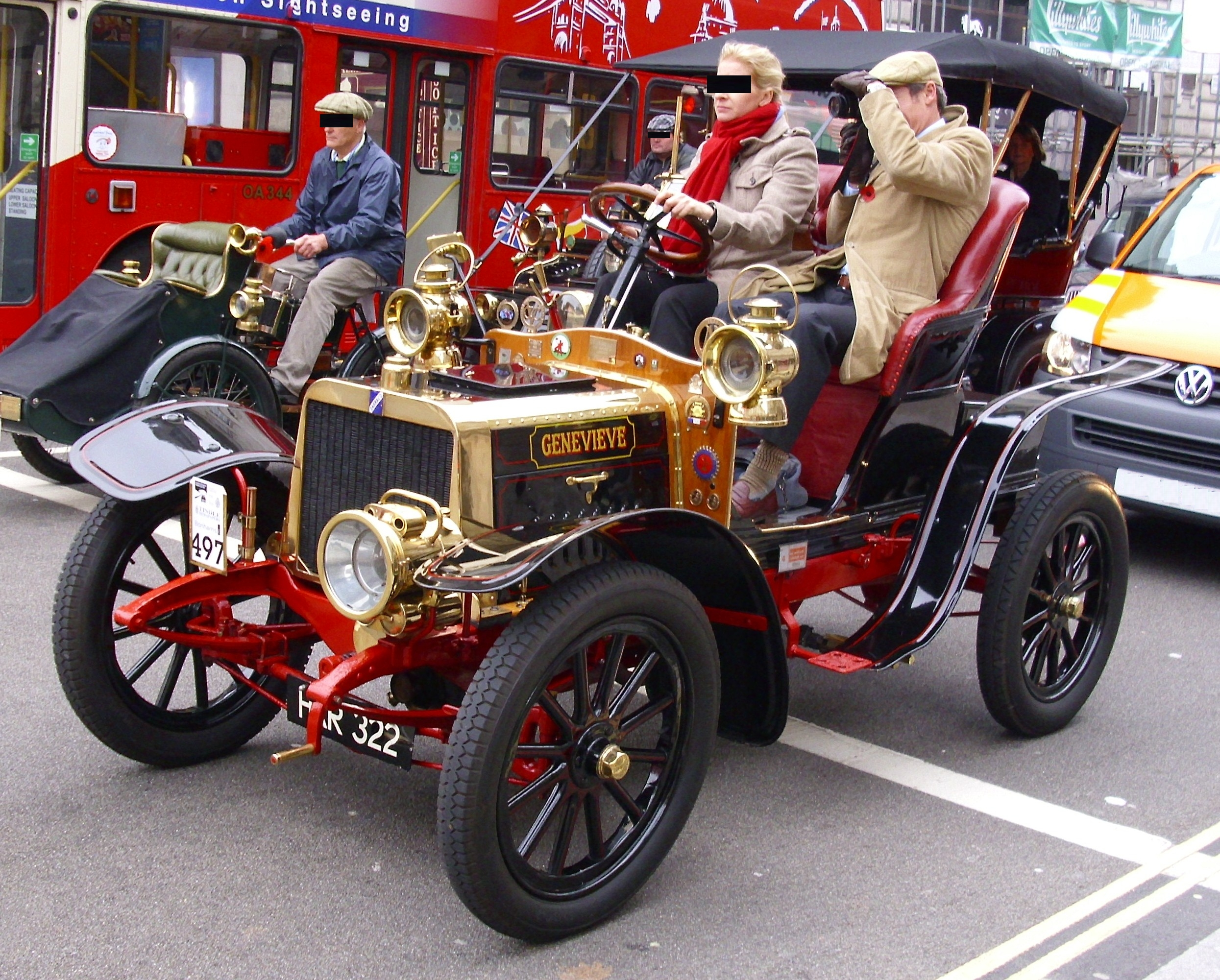
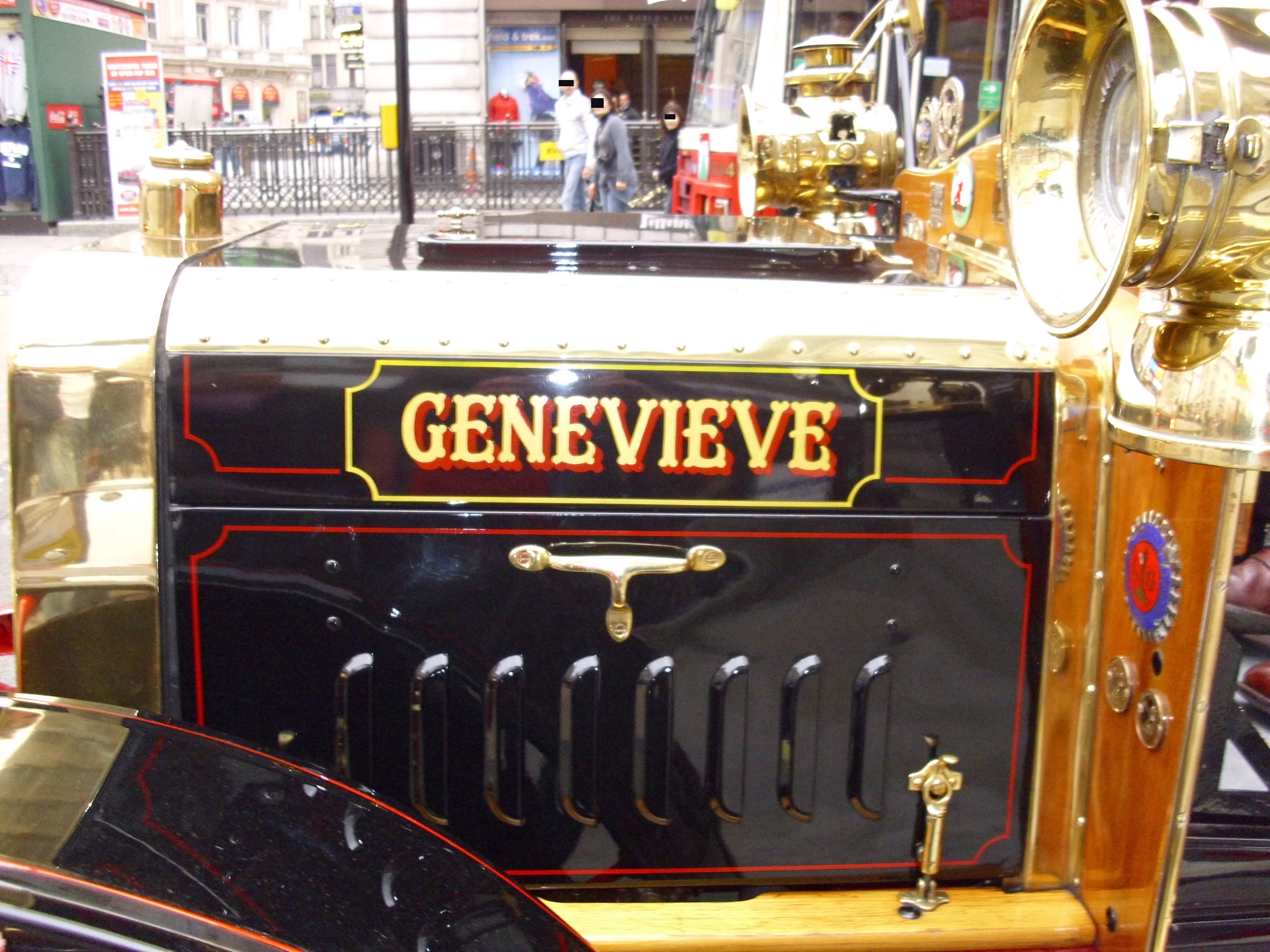
Schriftzug am Originalfahrzeug